# 歌川国久女
歌川国久女（うたがわ くにくめ、生没年不詳）とは、江戸時代の浮世絵師。

## 来歴
二代目歌川豊国の門人。歌川の画姓を称し、作画期は文政から天保の頃にかけてとされる。二代目豊国作の大判錦絵「風流東姿十二支」のうち、4図のコマ絵を描く（）。また文政11年（1828年）建立の豊国先生瘞筆之碑に「二代目豊国社中」として「国久女」の名がみられる。